# AMC Spirit
O AMC Spirit é um automóvel vendido pela American Motors Corporation (AMC) de 1979 a 1983. Substituindo o AMC Gremlin, o Spirit estava disponível em dois estilos de carroceria diferentes, ambos hatchbacks de duas portas - mas nenhum deles foi comercializado como tal. Em vez disso, a AMC ofereceu um Gremlin reestilizado como "Spirit Kammback" ou "sedan", enquanto um modelo adicional com uma traseira mais suavemente inclinada foi introduzido como Spirit liftback ou "coupe". Devido a restrições orçamentárias, o Spirit compartilhou a plataforma do Gremlin – seu piso, motores e muitas outras peças foram transportados. AMC também ofereceu uma versão crossover com tração nas quatro rodas usando a carroceria do Spirit, comercializada de 1981 a 1983 anos modelo como AMC Eagle SX/4 e Eagle Kammback (1981-1982 apenas). Os Spirit foram fabricados pela AMC em Wisconsin e Ontário, bem como sob licença da V.A.M. no México, onde mantiveram o nome Gremlin nos modelos reestilizados.
Versões de desempenho do AMC Spirit competiam em corridas de rua. Em 1979, BF Goodrich patrocinou uma equipe de dois Spirit AMX nas 24 Horas de Nürburgring. Os AMX foram as primeiras inscrições americanas e terminaram em primeiro e segundo lugar em sua classe em um campo de 120 carros. Os Spirit também fizeram campanha privada nos eventos Champion Spark Plug Challenge e Racing Stock Class da International Motor Sports Association (IMSA), bem como em corridas de arrancada.